# Dél-Ausztrália
Dél-Ausztrália (angolul South Australia) Ausztrália egyik szövetségi állama. Az ausztrál kontinens déli középső részén terül el és területe nagyrészt a szárazföld legszárazabb vidékeire terjed ki. Területe 984 321 km², amivel a negyedik helyet foglalja el a szövetségi államok és területek rangsorában.
Dél-Ausztrália szomszédja észak felől az Északi terület, nyugatról Nyugat-Ausztrália, keletről pedig Queensland, Új-Dél-Wales és Victoria szövetségi államok határolják. Déli tengerpartja a Nagy-Ausztrál-öböl része. Dél-Ausztrália szövetségi állam alig több, mint 1,6 millió fős lakosságával csak 8%-nyi részt képvisel az ország össznépességéből, mellyel az ötödik helyen áll az államok és területek népességének rangsorában. A népesség döntő többsége a székhely, Adelaide körül tömörül kisebb-nagyobb lakosságú településekbe. Ezen a viszonylag kis területen kívül szinte teljesen néptelen az állam további területe, hiszen roppant terméketlen és vízhiányos területek adják Dél-Ausztrália nagy részét.
Az állam története viszonylag egyedinek számít az ausztrál államok között, mivel lakóit nem betelepítették, hanem szabadon költöztek ide.
Az első hivatalosan is elismert települést 1836. december 28-án alapították, The Old Gum Tree néven. Alapítója John Hindmarsh kormányzó volt. Ezt megelőzte a Kenguru-szigeti Kingscote volt, melyet 1836. július 26-án alapítottak.
A szövetségi állam gazdaságának legjelentősebb elemei a mezőgazdaság, a bányászat, a gyáripar és a rendkívül fejlett pénzügyi szektor.

## Földrajza
A terület nagyobb része sivatagos és félsivatagos vidék, néhány hegyvidéki területtel kiegészülve. Sivatagok északnyugaton a Nagy-Viktória-sivatag, északon a Simpson-sivatag és a Piderka-sivatag, északkeleten a Tirari-sivatag és a Sturt-kősivatag, keleten a Strzelecki-sivatag, délkeleten a Kilencven Mérföld-sivatag. A legfontosabb – bár nem a legmagasabb – a hegyek közül a délkeleti Mount-Lofty-Flinders Ranges hegylánc, amely északon Cape Jervistől mintegy 800 kilométer hosszan húzódik északi végéig a Torrens-tóig. A legmagasabb pont az államban azonban nem itt, hanem a Musgrave-Ranges-ben található Mount Woodcroffe, amely 1435 méterrel nyúlik a tengerszint fölé a távoli északnyugati részén az államnak. A délnyugati részen a Nullarbor-síkság terül el, amely a Nagy-Ausztrál-öböllel szemben helyezkedik el. A partvidék nagyobb öble a Spencer-öböl, amelyet az Eyre- és a Yorke-félszigetek fognak közre. Hozzá tartozik még a Kenguru-sziget.

### Határai
Dél-Ausztrália határos csaknem valamennyi állammal és területtel Ausztráliában, leszámítva Tasmaniát és az Ausztráliai fővárosi területet. A Nyugat- és Dél-Ausztrália között húzódó határvonal kijelölését és pontos helyének feltérképezését az 1920-as években a dél-ausztrál Dudwell csillagász és a nyugat-ausztrál Curlewis csillagászok végezték el.
1863-ban, mikor Dél-Ausztrália és az Északi terület különváltak Új-Dél-Walestől a Letters Patent, azaz a szabadságlevelek által, az Északi terület mérete le lett csökkentve 1863. július 6-án. Később az Északi terület 1911-ben szövetségi kormányzat alá került és önálló területként kezdett el működni.
Az ausztrál térképek alapján Dél-Ausztrália partjait a Déli-óceán mossa, ám a hivatalos földrajzi meghatározások alapján a Déli-Óceán területe csak a déli szélesség 60. fokától a déli szélesség 55. fokáig tart, tehát mintegy 17 szélességi fokkal, azaz jóval arrébb kezdődik, mit egész Ausztrália legdélebbi pontja. Ez azt jelenti, hogy Dél-Ausztrália partjait valójában az Indiai-óceán határolja.

### Éghajlata

Dél-Ausztrália Köppen-féle éghajlati zónái

Az állam északi részén forró sivatagi, déli részein mediterrán éghajlat van. Dél-Ausztráliában a januári középhőmérséklet átlagosan 29 °C , míg a júliusi középhőmérséklet átlagosan 15 °C fok körül alakul. A nappali csúcshőmérsékletek januárban és februárban elérhetik akár a 48 °C-ot is az állam egyes részein.
Az eddig mért legmagasabb nappali csúcshőmérséklet 50,7 °C volt, melyet Oodnadatta településen mértek 1960. január másodikán, amely az Ausztráliában mért eddigi legmagasabb hőmérsékleti érték. Az eddig mért legalacsonyabb hőmérséklet -8,2 °C volt, melyet 1976. július 20-án mértek Yongalában.

## Történelme
Az emberi tevékenység legelső nyomai mintegy 20 000 évre nyúlnak vissza, amikor az ősemberek pattintott kőeszközök készítéséhez bányásztak kovakövet, és sziklarajzokat készítettek a Nullarbor-síkságon található Koonalda-barlangban. Továbbá délkeleten, tőzeglápban találtak fából készült lándzsákat és szerszámokat. Kenguru-sziget hosszú ideje lakott vidék volt, amikor az emelkedő tengervíz elvágta a szárazföldtől.
Az első feljegyzett európai, aki látta Dél-Ausztrália partjait, 1627-ben járt erre. A holland Gulden Zeepaert nevű hajó kapitánya, Francois Thijssen derítette fel a kontinens partvonalát. Thijssen a legmagasabb rangú utasa után, aki a fedélzeten utazott, a vidéket "Pieter Nuyts Föld"-nek nevezte el.
Dél-Ausztrália partvidékét először Matthew Flinders és Nicholas Baudin térképezte fel 1802-ben.
A terület, melyen ma Dél-Ausztrália szövetségi állam terül el, legelőször 1788-ban került brit fennhatóság alá, akkor még Új-Dél-Wales gyarmat részeként. Habár az új gyarmat területe csaknem az egész kontinens területének kétharmadát magába foglalta, az első települések a keleti partvidéken létesültek. Több, mint 40 évnek kellett eltelnie ahhoz, hogy komolyabb tervek készüljenek Új-Dél-Wales délnyugati részén gyarmat alapítására. 1834-ben a brit parlament elfogadta Dél-Ausztrália gyarmat alapító törvényét. Az alapító törvény szerint az új gyarmatot szabad emberek – tehát nem fegyencek – alapítják. Dél-Ausztrália az egyetlen állam Ausztráliában, amelynek alapításában nem vettek részt fegyencek. Az alapító törvény melléklete elismerte az őslakosok és utódaik tulajdonjogát mindazon területekre, amelyeket akkor használtak, vagy javait élvezték. Ez a rendelkezés azonban papíron maradt.
A Kenguru-szigeti Kingscote települést ideiglenesen hozták létre az őslakosok kolóniájának mindössze 636 emberrel, akiket hét hajón szállítottak ide, amíg Adelaide jelenlegi helyét kiválasztották. Az első bevándorlók Holdfast-öbölbe érkeztek, (a mai Glenelg település közelében), 1836 novemberében. A gyarmatot 1836. december 28-án alapították meg hivatalosan, az ún. Proclamation Day napján.
A tervek alapján ez egy olyan gyarmat lett volna, amely a brit társadalom legkiválóbb vonásait testesíti meg. Úgy gondolták, hogy itt majd alacsony lesz a munkanélküliség, a bűnözés és nem lesz vallási alapú megkülönböztetés. 1838 elején a telepesek aggódni kezdtek amiatt, hogy fegyencek szöktek meg a keleti államokból és útjukat Dél-Ausztrália felé vették. Dél-Ausztrália Rendőrsége ezután kevesebb, mint egy évvel alakult meg, azzal a céllal, hogy megvédje a közösséget és a kormányzat által alkotott törvényes rendet. Az első rendőrőrs, egy alig kétszobás épület 1839. január 1-jén nyitotta meg kapuit.
Dél-Ausztrália 1861-ben korlátozott szavazati jogot adott a nőknek, majd 1895-ben, az egész világon másodikként (Új-Zéland után) teljes szavazati jogot kaptak a nők, vagyis nem csak választhattak, de választhatók is lettek.

## Kormányzata
Dél-Ausztrália államformája alkotmányos monarchia, élén a királynővel, valamint Dél-Ausztrália kormányzójával, aki a királynő képviselője. A kétkamarás parlament alsó- és felsőházból áll. A törvényhozási választásokat négyévente tartják. A jelenlegi miniszterelnök, Jay Weatherhill az Ausztrál Munkáspárt tagja.
Eredetileg Dél-Ausztrália kormányzójának majdnem teljhatalma volt, annak érdekében, hogy minél hamarabb létrejöhessen a gyarmati rendszer.

### Közigazgatás
74 helyi önkormányzata (LGA) van.

### Szimbólumok
Dél-Ausztrália jelenlegi zászlaja 1904. január elseje óta használatos. A brit Blue Ensign (kék haditengerészeti zászló) az állam címerével. A címer címermadara a csőrös gébics, amely kitárt szárnyakkal egy sárga érmen belül található. A címert Robert Craig tervezte.

## Népesség

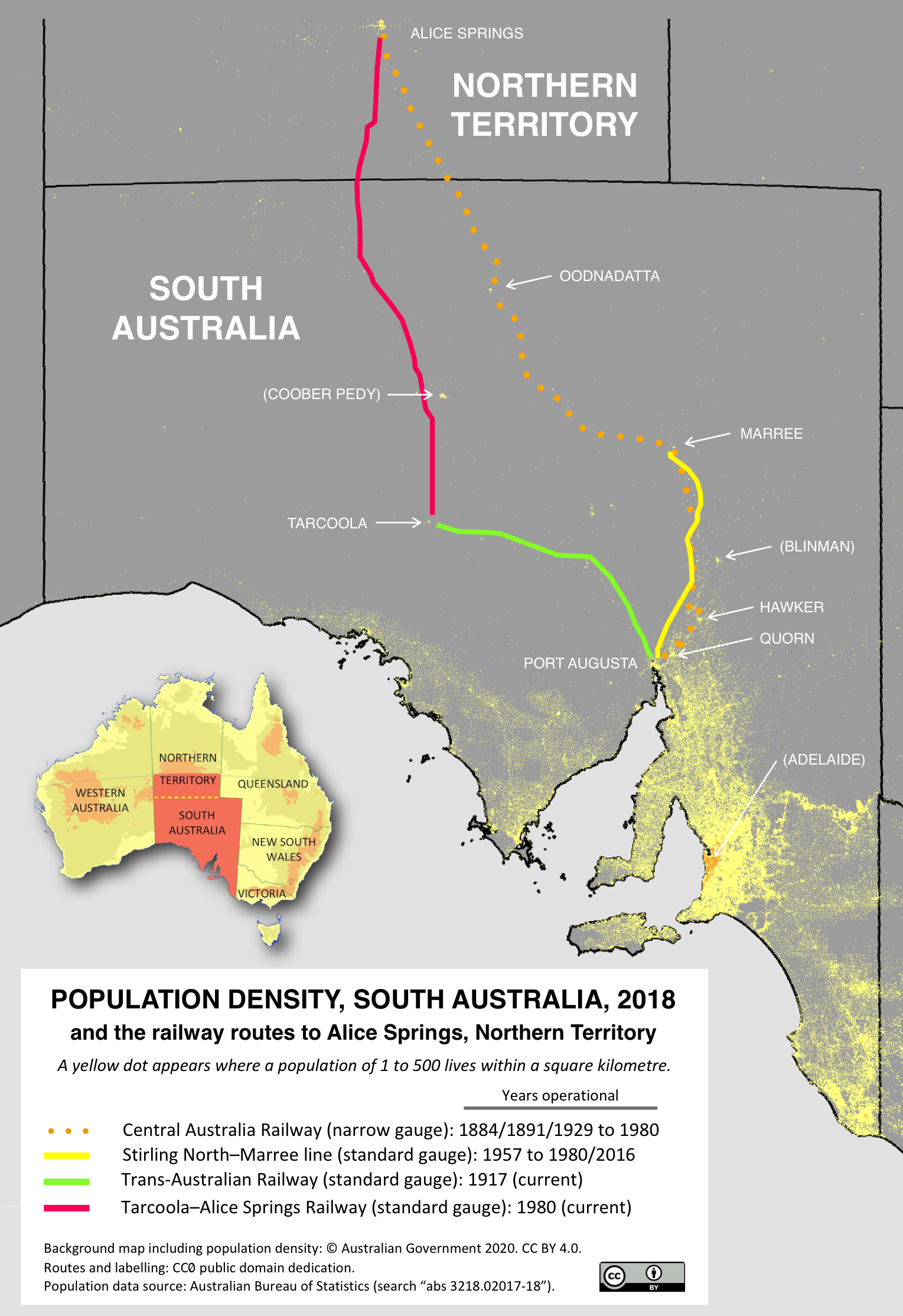
Dél-Ausztrália népsűrűségi térképe

Az állam népessége a tengerparti Adelaide-be és a környező településekbe koncentrálódik.
Legnagyobb települések:
|     | Város                | Lakosság (fő, 2011) | Régió           |
| --- | -------------------- | ------------------- | --------------- |
| 1.  | Adelaide             | 1.103.979           | Adelaide-síkság |
| 2.  | Mount Gambier        | 25.199              | Limestone Coast |
| 3.  | Gawler               | 23.957              | Adelaide-síkság |
| 4.  | Whyalla              | 21.736              | Eyre-félsziget  |
| 5.  | Murray Bridge        | 15.967              | Murraylands     |
| 6.  | Stirling-Bridgewater | 14.617              | Adelaide Hills  |
| 7.  | Mount Barker         | 14.452              | Adelaide Hills  |
| 8.  | Port Lincoln         | 14.088              | Eyre-félsziget  |
| 9.  | Port Pirie           | 13.819              | Közép-észak     |
| 10. | Port Augusta         | 13.504              | Eyre-félsziget  |

## Gazdasága
Dél-Ausztrália átlagos foglalkoztatási értéke 2009-2010 közt 18%-kal magasabb volt, mint a 2000-2001-ben mért adatok voltak, amely 800 600 munkavállalót jelent.
Dél-Ausztrália legnagyobb munkáltatói közt az egészségügyi és szociális ellátás áll az élen, megelőzve a gyártást, amely a 2006-2007-es adatok alapján még az első volt. 2009-2010-ben átlagosan 83700 fő dolgozott a gyáriparban és 103 300 fő volt az, akiket az egészségügyi ellátás és a szociális gondozás foglalkoztatott. Az egészségügyi ellátás és a szociális gondozás közel 13%-ot tesz ki a munkavállalók arányából Dél-Ausztráliában.
A kereskedelemben dolgozók aránya 12% volt az állam munkaerőpiacán belül, amellyel a második legtöbb embert foglalkoztató gazdasági ággá nőtte ki magát. A kereskedelem és áruforgalmazás terén a 2009-2010-es adatok alapján 91 900 főt foglalkoztattak.
A gyáripar igen fontos elemet képvisel Dél-Ausztrália gazdaságában a foglalkoztatás és a bruttó állami össztermék létrehozásában, valamint rendkívül fontos az állam exportja szempontjából.
Ausztrália egyik legnagyobb barnaszénbányája működik Leigh Creekben. Külön vasútvonalon szállítják a szenet a Port Augusta-i hatalmas erőműbe. Coober Pedy a világ opálbányászatának egyik legnagyobb központja.
Az ipar legfőbb alapanyagai és az export főbb kiviteli cikkei a mezőgazdaságból kerülnek ki, melyek a következők: búza, bor és gyapjú. Több, mint a fele az ausztrál bortermelésnek Dél-Ausztráliából származik. A legfontosabb borvidékek: Barossa-völgy, Clare-völgy, McLaren Vale, Coonawarra, Riverland és Adelaide Hills.

### Olympic Dam uránbánya
Dél-Ausztrália rendelkezik a világ legnagyobb és legismertebb uránlelőhelyével, amely az Olympic Dam uránbányában található. A kutatások alapján ebben a bányában található a világ uránkészletének 40%-a. Az Olympic Dam bányában rejlik a világ negyedik legnagyobb rézérckincse és a világ ötödik legnagyobb aranyérc telére is.

## Fordítás
Ez a szócikk részben vagy egészben  a   South Australia című angol Wikipédia-szócikk ezen változatának fordításán alapul.  Az eredeti cikk szerkesztőit annak laptörténete sorolja fel. Ez a jelzés csupán a megfogalmazás eredetét és a szerzői jogokat jelzi, nem szolgál a cikkben szereplő információk forrásmegjelöléseként.